# Ahaxe-Alciette-Bascassan
Ahaxe-Alciette-Bascassan è un comune francese di 301 abitanti situato nel dipartimento dei Pirenei Atlantici nella regione della Nuova Aquitania.

## Società

### Evoluzione demografica
Abitanti censiti